# Diaea olivacea
Diaea olivacea är en spindelart som beskrevs av Ludwig Carl Christian Koch 1875. Diaea olivacea ingår i släktet Diaea och familjen krabbspindlar.
Artens utbredningsområde är Western Australia. Inga underarter finns listade i Catalogue of Life.